# Caroline Carver
Caroline Carver (Manchester, 1976) è un'attrice inglese.

## Filmografia parziale
- Magiche leggende (The Magical Legend of the Leprechauns) (1999)
- Il giardino di mezzanotte (1999)
- George and the Dragon (2004)
- The Aryan Couple (2004)
- My First Wedding (2006)
- Goldfish (2007)